# 11936 Tremolizzo
11936 Tremolizzo este un asteroid din centura principală de asteroizi.

## Descriere
11936 Tremolizzo este un asteroid din centura principală de asteroizi. A fost descoperit pe 17 martie 1993 la Observatorul La Silla în cadrul programului UESAC. Asteroidul prezintă o orbită caracterizată de o semiaxă mare de 2,52 ua, o excentricitate de 0,07 și o înclinație de 3,7° în raport cu ecliptica.